# Hibernian F.C.
Hibernian Football Club – szkocki zawodowy klub piłkarski z siedzibą w Leith, w Edynburgu. Założony został w 1875 przez irlandzkich imigrantów. Tożsamość irlandzka została później zbagatelizowana, ale nadal jest widoczna w nazwie i herbie. Półfinalista Pucharu Europy oraz Pucharu Miast Targowych. Hibernia to łacińska nazwa Irlandii.
Przydomki piłkarzy to Hibs, Hibees oraz The Cabbage. Domowe mecze piłkarze klubu rozgrywają na Easter Road Stadium. Hibernian F.C. czterokrotnie zdobywał mistrzostwo Szkocji, ostatni raz w 1952. Trzy z czterech mistrzostw wywalczył w latach 1948–1952, co było zasługą głównie The Famous Five na czele z Lawriem Reilly, który został wówczas trzykrotnie królem strzelców. Klub trzykrotnie triumfował w rozgrywkach o Puchar Szkocji, jedenaście razy przegrał w finałach, ostatni raz w 2013. Ostatnie dotąd trofeum klub zdobył w 2016, wygrywając w finale Pucharu Szkocji z Rangers F.C. 3:2.

## Historia

### Założenie klubu

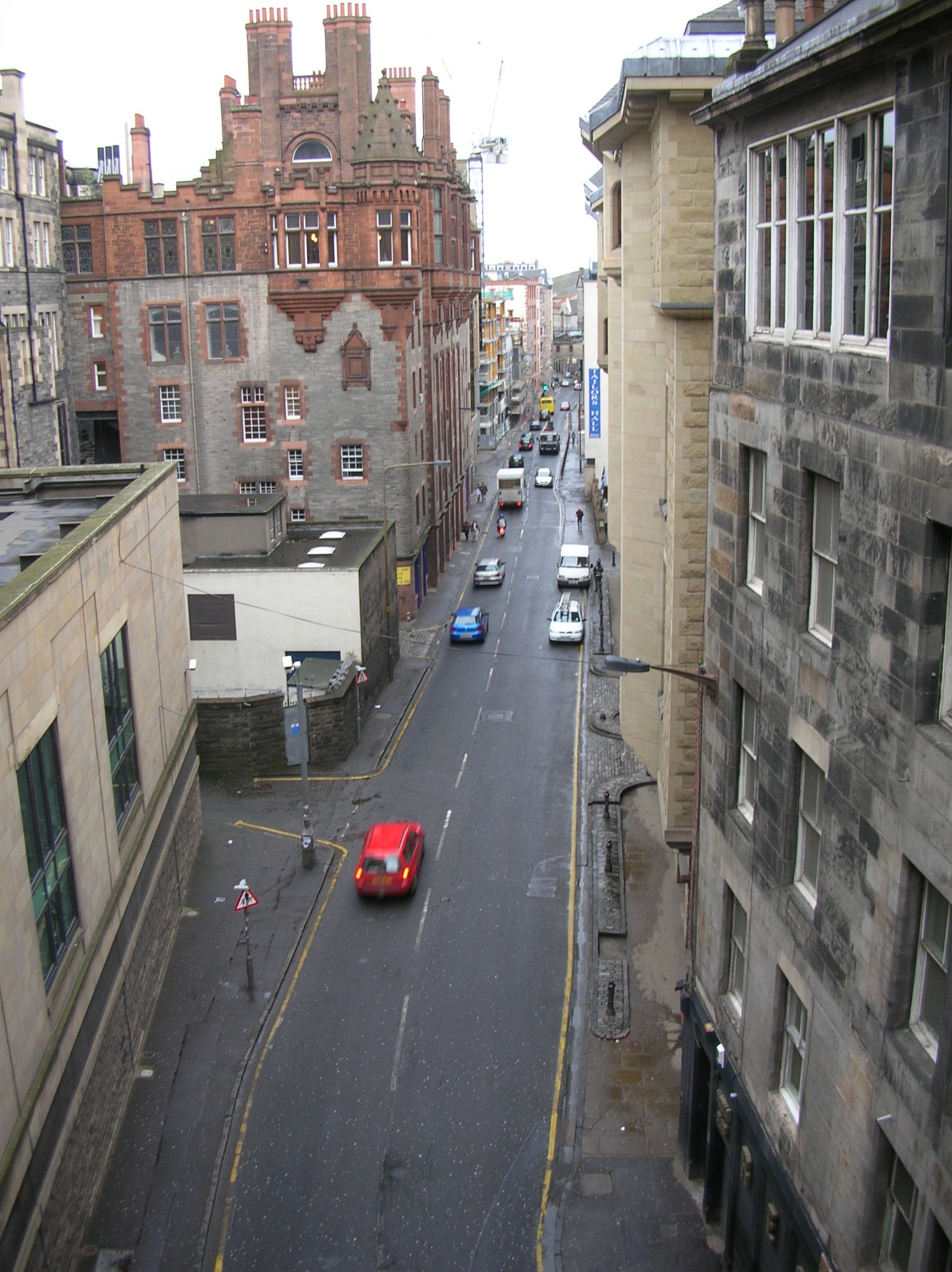
Ulica Cowgate, przy której założono Hibernian Football Club

Hibernian Football Club został założony w sierpniu 1875 przez parafian rzymskokatolickiego kościoła pod wezwaniem Świętego Patryka, położonego przy ulicy Cowgate w Edynburgu. Głównymi założycielami Hibernian byli: Canon Edward Joseph Hannan oraz przewodniczący miejscowego stowarzyszenia Catholic Young Men’s Association, Michael Whelahan, który stał się również pierwszym kapitanem klubu. Klub początkowo, tak jak większość edynburskich drużyn, rozgrywał swoje mecze w parku The Meadows, położonym na południe od centrum miasta. W 1880 klub przeniósł się do wschodniej dzielnicy Edynburga – Leith, budując Hibernian Park. Stadion znajdował się w miejscu, gdzie obecnie rozciąga się Bothwell Street. W 1891 Hibees przenieśli się na obecny stadion – Easter Road, położony kilkadziesiąt metrów od miejsca, w którym znajdował się poprzedni obiekt klubu.
W latach 70. i 80. XIX wieku jedynymi rozgrywkami, w których uczestniczyły szkockie kluby piłkarskie, był Puchar Szkocji, zainaugurowany w 1874. Występował w nich również zespół Hibernian F.C., nie odnosząc znaczących sukcesów. Dopiero w dwanaście lat od powstania, Hibees zdobyli swoje pierwsze trofeum sportowe. 12 lutego 1887 w finałowym meczu Pucharu Szkocji Hibernian pokonał 2:1 zespół Dumbarton F.C., stając się jednocześnie piątą drużyną, która zdobyła Puchar Szkocji w ciągu jego trzynastoletniego istnienia. Przed Hibernianem Puchar zdobyły jedynie: Queen’s Park F.C., Vale of Leven F.C., Dumbarton F.C. oraz Renton F.C..
Na kolejny sukces sportowy zawodnicy i kibice Hibs nie musieli długo czekać, 13 sierpnia 1887 Hibernian pokonał bowiem angielski Preston North End F.C. w meczu firmowanym przez The Football Association i Scottish Football Association jako „Championship of the World”. Był to pierwszy, a zarazem jedyny triumf Hibernianu w rozgrywkach międzynarodowych.

### Powstanie ligi
W 1890 dziesięć zespołów ze Szkocji założyło Scottish Football League – system rozgrywek ligowych, wzorowany na angielskiej The Football League założonej w 1888. Wśród dziesięciu założycieli ligi nie znalazł się Hibernian F.C., był za to lokalny rywal Hibs – Heart of Midlothian F.C. Przez początkowe trzy lata istnienia Scottish Football League składała się z jednego szczebla rozgrywkowego, w wyniku czego drużyna zajmująca ostatnie miejsce w lidze nie miała możliwości spadku. Wzrost popularności piłki nożnej w Szkocji oraz naciski pozostałych klubów niezrzeszonych w Scottish Football League (w tym m.in. Hibernianu) spowodowały, że w sezonie 1893/1894 rozszerzono je o jedną klasę rozgrywkową. Wskutek tych działań powstały: Scottish Division One oraz Scottish Division Two, będąca odpowiednikiem II ligi.
Sezon 1893/94 był debiutem Hibernian F.C. w rozgrywkach ligowych. Klub z dziewięcioma innymi zespołami utworzył Scottish Division Two. W swoim debiutanckim sezonie w Scottish Division Two klub zajął pierwsze miejsce. W 18 spotkaniach zdobył 29 punktów, wygrywając 13 meczów, remisując 3 oraz przegrywając 2. Mimo iż klub zwyciężył w rywalizacji ligowej, I ligę zasilił zespół Clyde F.C. Sytuacja ta spowodowana była faktem, że o awansie do Scottish Division Two decydowały kluby Scottish Division One. Poprzez głosowanie wybrały one spośród trzech czołowych drużyn II ligi przyszłego beniaminka – Clyde F.C. Klub w następnym sezonie powtórzył swoje osiągnięcie, ponownie wygrywając Scottish Division Two. Tym razem triumf w lidze dał upragniony awans do I ligi.
W sezonie 1895/96 Scottish Division One Hibs, grając jako beniaminek, odnotowali 11 zwycięstw, 2 remisy oraz 5 porażek, zdobywając łącznie 24 punkty. Pozwoliło to Hibernianowi na zajęcie trzeciego miejsca w lidze. Był to niewątpliwy sukces, szczególnie, że Hibees wyprzedzili lokalnego rywala, a zarazem ustępującego mistrza – Heart of Midlothian F.C., który uplasował się na czwartym miejscu. Obie drużyny spotkały się w finale Pucharu Szkocji. 14 marca 1896, w meczu rozegranym na Logie Green, w jedynym finale rozegranym poza Glasgow, Hibernian przegrał z Hearts 1:3. Był to swoisty rewanż Serc za niepowodzenia w lidze.
W następnych sezonach Hibernian utrzymywał się w czołówce ligi, zajmując w latach 1896–1901 miejsca w ligowej tabeli powyżej piątego. Hibs prowadzili równocześnie rywalizację z Hearts o prymat w derbach Edynburga. Rywalizacja o wyższe miejsce w tabeli od lokalnego rywala prowadzona była ze zmiennym szczęściem. Do sezonu 1901/02 pojedynki te nie przynosiły Hibernianowi znaczących sukcesów w lidze oraz pucharach. Sezon 1901/02 klub zaliczył do udanych, pomimo zajęcia szóstego miejsca w lidze. 26 kwietnia 1902 Hibs zmierzyli się w finale Pucharu Szkocji z drużyną Celticu. Wygrywając 1:0, zespół przypieczętował swój drugi triumf w tych rozgrywkach.
Kolejny sezon 1902/03 w wykonaniu Hibees był bardzo udany – zespół z Edynburga wywalczył swoje pierwsze Mistrzostwo Szkocji w historii. W 22 meczach ligowych Hibernian zgromadził 37 punktów, wyprzedzając drugi Dundee F.C. o sześć oczek. Hibs, którzy w mistrzowskim sezonie odnieśli 16 zwycięstw, 5 remisów i jedną porażkę, stali się 5. drużyną, która triumfowała w rozgrywkach ligowych.

### Początek XX wieku
W 1903 Hibernian zatrudnił pierwszego szkoleniowca, którym został Dan McMichael. McMichael pełnił funkcję trenera w latach 1903–1919. Za jego kadencji klub plasował się wśród ligowych średniaków, zajmując miejsca poniżej piątej pozycji. W początkowym okresie jego rządów, w latach 1903–1910, Hibs dwukrotnie zajmowali piątą lokatę (w sezonach: 1904/05 i 1907/08), a raz byli szóstą drużyną ligi (sezon 1908/09). Spadek formy zespół odnotował w kolejnej dekadzie, kiedy to oscylował wokół ostatniej pozycji.
Wybuch pierwszej wojny światowej wpłynął znacząco na działalność wielu szkockich klubów. W związku z faktem, że Szkocja nie była zagrożona nalotami bombowymi, kontynuowano rozgrywki ligowe, zmieniając jedynie ich formułę. Z dwóch lig powstała jedna, składająca się z 20 zespołów, która prowadziła rozgrywki pod nazwą Scottish League Division One. Działania, które spowodowały okrojenie ligi, okazały się nader korzystne dla Hibees. Klub od dłuższego czasu przeżywał kryzys, którego ekstremum przypadło na lata wojenne. W sezonie 1915/16 Hibernian zajął 19. – przedostatnie miejsce w lidze, natomiast trzy lata później klub uplasował się na ostatnim, 18. miejscu. Zespół uniknął wtedy degradacji do niższej klasy rozgrywkowej tylko i wyłącznie dzięki brakowi II ligi, zawieszonej na czas działań wojennych.
Jedynym znaczącym osiągnięciem trenera Dana McMichaela było dotarcie do finału Pucharu Szkocji w 1914. W spotkaniu rozegranym 11 kwietnia 1914, przeciwko Celtic F.C. padł bezbramkowy remis. O losie Pucharu zadecydował dodatkowy mecz, rozegrany 16 kwietnia 1914. W drugim spotkaniu finałowym Celtic pokonał zespół z Edynburga 4:1, zdobywając po raz dziewiąty to trofeum.
Kolejne zmiany na stanowisku trenerskim nie przynosiły znaczących zmian w grze drużyny, której forma bardzo się wahała. Ani David Gordon w latach 1919–1920, ani Alex Maley w latach 1920–1925 nie osiągnęli z klubem znaczących sukcesów sportowych. Fakt ten spowodował, że klub zdecydował się na zatrudnienie Bobby’ego Templetona na stanowisku szkoleniowca w 1925. Templeton pomimo ogromnej pracy włożonej w drużynę nie zdołał utrzymać jej w I lidze. W sezonie 1930/1931 Hibees zajęli 19. – przedostatnie miejsce w lidze, gromadząc 25 punktów. W 38 spotkaniach sezonu 1930/1931 Hibernian odnotował 9 zwycięstw, 7 remisów i aż 22 porażki, które skazały go na grę w II lidze.
W kolejnym sezonie klub grając w Scottish League Division Two zajął siódmą pozycję, tracąc 11 punktów do lidera. Dopiero sezon 1932/33 przyniósł oczekiwany awans do I ligi. Hibs przypieczętowali go, zajmując pierwszą pozycję, z dziewięciopunktową przewagą nad drugim Queen of the South F.C. W 37 spotkaniach klub wywalczył 60 punktów, odnosząc 28 zwycięstw, 4 remisy i 5 porażek.
W pierwszym sezonie po awansie Hibernian, występując jako beniaminek, utrzymał się w lidze, zajmując 16. miejsce w tabeli. Przez sześć kolejnych sezonów od powrotu do ligi, aż do wybuchu II wojny światowej, Hibees plasowali na końcu ligowej tabeli, zajmując jednak zawsze miejsca gwarantujące pozostanie w lidze. W latach 1939–1945 rozgrywki ligowe zostały zawieszone na czas wojny światowej.

### Era Hugh Shawa – lata świetności

#### Rozgrywki w Szkocji
W 1946 szkocka liga wznowiła swe rozgrywki. Trener William McCartney, zatrudniony w 1936, powrócił do pracy w klubie. Już w pierwszym sezonie po wojnie, 1946/47, zdołał wywalczyć wicemistrzostwo Szkocji, ustępując jedynie Rangers F.C. Był to niewątpliwy sukces szkoleniowca, który zdołał przekształcić Hibs z drużyny walczącej o utrzymanie pod koniec lat 30. w czołowy klub szkockiej I ligi lat 40. i 50. Kolejnym jego ważnym osiągnięciem było dotarcie do finału Pucharu Szkocji w 1947. W meczu rozegranym 19 kwietnia klub z Edynburga nie sprostał jednak Aberdeen F.C., przegrywając 1:2.
Prawdziwy sukces miał nadejść dopiero w kolejnym sezonie 1947/48. Klub, pod wodzą McCartneya, zdobył po 45 latach przerwy tytuł Mistrza Szkocji. Hibernian, gromadząc 48 punktów, wyprzedził na finiszu rozgrywek ligowych ustępującego mistrza – Rangers F.C. różnicą dwóch punktów. Z 30 spotkań klub wygrał 22, zremisował 4 i odnotował 4 porażki. Sezon 1947/48 był zapowiedzią powrotu Hibees do czołówki ligi, po 40-letnim okresie niepowodzeń.
W 1948 z klubem pożegnał się trener McCartney, który odszedł w mistrzowskiej sławie. Jego następcą został wybrany Szkot Hugh Shaw. To za jego kadencji, trwającej od 1948 do 1962, klub osiągnął największe sukcesy sportowe.
W sezonie 1948/49 Szkotowi nie powiódł się plan obrony mistrzowskiego trofeum, które wywalczyli Rangersi. Ostatecznie Hibernian zakończył rozgrywki ligowe na trzeciej pozycji, którą poprawił w następnym sezonie, zdobywając tytuł wicemistrza Szkocji. O tytule mistrzowskim, który znów przypadł Rangersom, zadecydował jeden punkt różnicy. To właśnie w trakcie sezonu 1949/50 został ustanowiony rekord frekwencji obiektu. 2 stycznia 1950 derby Edynburga przeciwko Hearts obejrzało 65 860 osób.
Sezon 1950/51 przyniósł klubowi trzeci tytuł Mistrza Szkocji. Na zakończenie sezonu Hibs zgromadzili 48 punktów, wyprzedając drugich w tabeli Rangersów 10 punktami. Oprócz wysokiej pozycji w lidze, klub wystąpił również w finale Pucharu Ligi Szkockiej. Mecz rozegrany 28 października 1950 był debiutem Hibees w finale tych rozgrywek. Pojedynek finałowy zakończył się porażką Hibernianu z zespołem Motherwell F.C. 0:3. Rozgrywki ligowe sezonu 1951/52 udowodniły prawdziwą siłę zespołu, który obronił mistrzowskie trofeum. Hibees zwieńczyli sezon z pulą 45 punktów, pokonując na finiszu rozgrywek Rangers F.C. Triumfując w sezonie 1951/52, Hibernian został czwartą drużyną, która w 55-letniej historii rozgrywek ligowych obroniła tytuł mistrzowski. Jak się miało potem okazać, był to zarazem ostatni triumf Hibees w rozgrywkach ligowych.
Sezon 1952/53 przyniósł zaskakującą sytuację – Rangers F.C. oraz Hibernian F.C. zakończyły rozgrywki ligowe z identycznym dorobkiem punktowym, wynoszącym 43 oczka. Obecnie taką sytuację rozstrzyga dodatkowy mecz, bilans bezpośrednich spotkań lub różnica bramek strzelonych i straconych. W sezonie 1952/53 Hibs dwukrotnie spotykali się z Rangers F.C., wygrywając 11 października 1952 na Ibrox Park 2:1 oraz remisując 1:1 u siebie 17 stycznia 1953. Również bilans bramkowy przemawiał na korzyść klubu z Edynburga, który strzelił 93 bramki przy stracie 51 (różnica 42 bramek). Piłkarze Rangers F.C. strzelili natomiast 80 goli, przy 39 straconych (różnica 41 bramek). W związku z tym, że zaistniała sytuacja miała miejsce pierwszy raz w szkockiej lidze, Scottish Football Association zadecydowała, że losy tytułu mistrzowskiego rozstrzygnie nie różnica, tylko stosunek bramek strzelonych do straconych. Dzięki tej decyzji to właśnie Rangersi mogli cieszyć się ze zdobycia 28. tytułu Mistrzów Szkocji, ponieważ ich stosunek bramkowy wynosił 2,05 przy 1,82 zespołu Hibees.
Shaw, pracując z Hibernianem do 1962, nie powtórzył już sukcesów ligowych z początku lat 50. Jedynym osiągnięciem w rozgrywkach ligowych, które zanotował w latach 1953–1962, było dotarcie do finału Pucharu Szkocji w sezonie 1957/58. W finałowym meczu, 26 kwietnia 1958 na Hampden Park, Hibernian uległ zespołowi Clyde F.C. 0:1, przegrywając jednocześnie swój piąty z kolei finał Pucharu Szkocji. O ile Hibees słabo spisywali się w lidze, o tyle zespół zupełnie inaczej prezentował się w europejskich pucharach.

#### Europejskie puchary
W sezonie 1955/1956 wystartował Puchar Europy. W jego rozgrywkach wziął udział Hibernian, jako jedyny klub z Wielkiej Brytanii. Sukces był o tyle większy, że klub dotarł do półfinału Pucharu Europy, pokonując w dwumeczu niemiecki Rot-Weiss Essen oraz szwedzki Djurgårdens IF. Dopiero w spotkaniu z Stade de Reims, musiał uznać wyższość rywali, przegrywając 0:2 na wyjeździe i 0:1 u siebie.
W pięć lat później Hibees ponownie wystąpili w europejskich pucharach, tym razem były to już jednak rozgrywki Pucharu Miast Targowych. Przeprawa przez 1/8 nie nastręczyła Hibernianowi poważniejszych problemów. Szwajcarski Lausanne Sports, przegrywając pierwszy mecz 0:2, następny oddał walkowerem. W kolejne rundzie klub natknął się na FC Barcelona. W pierwszym meczu rozegranym 27 grudnia 1960 obie drużyny zmierzyły się na Camp Nou. Hibernian już po 18 minutach spotkania prowadził 2:0, po bramkach Bakera i MacLeoda. FC Barcelona doprowadził do remisu, po bramkach Kocsisa w 36. i 53. minucie. Kolejne trafienia Bairda oraz Bakera spowodowały, że Hibees na szesnaście minut przed końcem prowadzili 4:2. Barcelona odpowiedziała w 83. minucie trafieniem Kocsisa, który skompletował hat tricka. Duma Katalonii nie dała jednak za wygraną i na minutę przed zakończeniem meczu doprowadziła do remisu, za sprawą gola Evaristo.
Rewanż rozegrano 22 lutego 1961 na Easter Road Stadium w Edynburgu, przy pełnych trybunach. Pierwsi do ataku ruszyli gospodarze, co przyniosło im bramkę już w 10. minucie gry. Przewaga Hibees stopniowo malała, co pozwoliło na strzelenie przez FC Barcelona dwóch bramek przed przerwą. Druga połowa spotkania długo nie przynosiła zmiany rezultatu, do 74. minuty, kiedy to Sammy Baird zdobył wyrównującą bramkę. Następne dziesięć minut spotkania stało na wyrównanym poziomie – żadna ze stron nie uzyskała wyraźnej przewagi. Decydująca o awansie akcja meczu została rozegrana w 85. minucie, kiedy to zawodnik Hibees został faulowany w polu karnym. Skutecznym egzekutorem rzutu karnego okazał się Kmloch, który dał awans swojej drużynie. Wyeliminowanie hiszpańskiego giganta było największym sukcesem klubu z Edynburga na arenie międzynarodowej.
W półfinale Pucharu Miast Targowych Hibernian spotkał się z włoską AS Roma. Pierwsze dwa mecze zakończyły się remisami, odpowiednio 2:2 i 3:3. Zgodnie z ówczesnymi zasadami o awansie zadecydować miał dodatkowy mecz – play off, który został rozegrany 27 maja 1961 w Rzymie. W spotkaniu tym Hibernian został rozgromiony 0:6, odnotowując jednocześnie najwyższą porażkę w historii swoich występów w europejskich pucharach.

### Lata 1962-1980
Kolejne lata przyniosły kibicom Hibees wiele rozczarowań. Klub plasował się w środku tabeli ligowej, nie odnosząc żadnych sukcesów w rozgrywkach Pucharu Szkocji oraz Pucharu Ligi. W ciągu dziewięciu lat od ustąpienia trenera Hugh Shawa w 1962 zatrudniono pięciu szkoleniowców. Kolejno: Walter Galbraith, Jock Stein, Bob Shankly, Willie MacFarlane oraz Dave Ewing obejmowali posadę szkoleniowca, nie doprowadzając Hibees do znaczących sukcesów.
W pierwszym sezonie po odejściu Shawa Hibernian pod wodzą Waltera Galbraitha uplasował się, w tabeli liczącej 18 zespołów, dopiero na szesnastym miejscu. Było to ostatnie miejsce dające utrzymanie w I lidze. Mimo katastrofalnej postawy w lidze, Galbraith prowadził zespół w kolejnym sezonie 1963/64, doprowadzając go do dziesiątego miejsca. Stanowisko trenera przejął po nim Jock Stein, który pracował w Edynburgu przez jeden sezon – 1964/65. Klub zajął czwartą lokatę, która pozwoliła mu na start w następnym sezonie w Pucharze Miast Targowych, już pod wodzą nowego szkoleniowca. Pojawienie się Boba Shankly’ego ożywiło nadzieje kibiców na sukces. W pierwszych trzech latach pracy na Easter Road Stadium Shankly zajął z drużyną odpowiednio szóste, piąte i trzecie miejsce w lidze. Ponadto klub ponownie zaistniał w europejskich pucharach, trzykrotnie grając w Pucharze Miast Targowych, dwukrotnie dochodząc do 1/8 rozgrywek. Najlepszym okresem Shankly’ego z Hibees w Europie był sezon 1968/69, kiedy to klub wygrał pięć z sześciu spotkań pucharowych. O awansie do ćwierćfinału Pucharu Miast Targowych, mimo wygranej 2:1 nad niemieckim Lokomotive Lipsk, zadecydowały bramki strzelone na wyjeździe. O ile w Pucharze klub poczynał sobie dobrze, o tyle sezon 1968/69 w lidze nie należał do najbardziej udanych. Klub zajął 12. miejsce, przegrywając 15 z 34 spotkań, co spowodowało dymisję Shankly’ego.
Jego następcą został Willie MacFarlane, który prowadził klub w sezonie 1969/70. Doprowadził on Hibees do zajęcia trzeciego miejsca w lidze, dającego awans do kolejnej edycji Pucharu Miast Targowych. Tam, już pod wodzą Davego Ewinga, Hibernian awansował do 1/8 rozgrywek, przegrywając rywalizację z Liverpool F.C. 0:3.
W 1971 funkcję trenera przejął Eddie Turnbull, który piastował ją przez dziewięć lat. Już w pierwszym sezonie pod wodzą Turnbulla, Hibs zajęli czwartą pozycję w lidze, dochodząc jednocześnie do finału Pucharu Szkocji. 6 maja 1972, w meczu finałowym z Celtic F.C., Hibernian został rozgromiony 1:6. Okazja do rewanżu nadarzyła się już 9 grudnia 1972, kiedy to Hibees zmierzyli się z Celtami, będącymi ówczesnymi mistrzami Szkocji, w meczu finałowym Pucharu Ligi Szkockiej. Pojedynek zakończył się wynikiem 2:1 dla Hibs, którzy tym samym wywalczyli swój pierwszy Puchar Ligi. W kolejnych sezonach ligowych Hibernian spisywał się coraz lepiej, zajmując wysokie pozycje na zakończenie rozgrywek. W sezonie 1972/73 klub zajął trzecią lokatę, ustępując jedynie hegemonom z Glasgow – Celtic F.C. oraz Rangers F.C.. W kolejnych dwóch sezonach Hibees nawiązali równorzędną walkę o mistrzostwo Szkocji z klubami z Glasgow, zdobywając dwukrotnie wicemistrzostwo Szkocji w sezonach: 1973/74 oraz 1974/75. W rozgrywkach sezonu 1975/76 Hibernian ostatecznie został zmuszony do uznania wyższości Old Firm w lidze po tym, jak zajął 3. lokatę. Na dokładkę klub ponownie wystąpił w finale Pucharu Ligi. Spotkanie przeciwko Celtic F.C., rozegrane 26 października 1974, zakończyło się porażką klubu z Edynburga 3:6.
Wysoka pozycja w lidze, którą Hibees utrzymywali przez kilka lat, przyniosła możliwość zaistnienia klubu w europejskich pucharach na dłużej. Podczas dziewięciu lat pracy Turnbulla klub sześciokrotnie stawał w szranki z europejskimi drużynami, w tym czterokrotnie z rzędu w Pucharze UEFA, w latach 1973–1977. Występując w Pucharze UEFA w sezonie 1974/75 Hibernian odniósł swoje najwyższe zwycięstwo na arenie międzynarodowej, pokonując 2 października 1974 norweski Rosenborg BK 9:1.
Pod koniec lat 70. klub nadal znajdował się w czołówce ligi. W sezonie 1977/78 Hibees zajęli 4. pozycję, zaś następny sezon zakończyli na piątym miejscu, nic więc nie zapowiadało fatalnej postawy drużyny w sezonie 1979/80. W trakcie sezonu zwplniono z posady trenera Eddiego Turnbulla, którego zastąpił Willie Ormond. Ostatecznie Hibernian zajął wtedy ostatnie, 12. miejsce, które oznaczało relegację z I ligi. W 36 spotkaniach ligowych Hibees zdobyli 18 punktów, wygrywając 6 spotkań oraz odnosząc jednocześnie 24 porażki. Był to jeden z najgorszych sezonów w wykonaniu klubu z Edynburga w jego historii.

### Od Aulda do Millera
W sezonie 1980/81 klub występował w Scottish League Division One – odpowiedniku II ligi. W 39 spotkaniach pod wodzą Bertiego Aulda Hibees zdobyli 57 punktów, które zapewniły pierwsze miejsce w Scottish League Division One oraz awans do Scottish Premier Division. Podczas tego sezonu klub zanotował 25 zwycięstw, 8 remisów oraz 6 porażek, tracąc 22 bramki. Auld prowadził Hibernian również w następnym sezonie, kiedy to klub jako beniaminek wywalczył 6. lokatę.
Kolejne lata nie przyniosły znaczącej poprawy formy. Klub w latach 80. należał do ligowych średniaków, plasując się siedmiokrotnie na miejscach od 6. do 8. W latach 1982–1986 drużyną kierowali Pat Stanton oraz John Blackley. Jedynym znaczącym osiągnięciem klubu tamtych lat było dotarcie do finału Pucharu Ligi Szkockiej. 27 października 1985 Hibernian przegrał 0:3 z drużyną Aberdeen F.C.. Był to zarazem czwarty przegrany mecz finałowy o to trofeum w historii klubu z Edynburga. Wyróżniającymi się zawodnikami, którzy jednocześnie stanowili o sile zespołu lat 80., byli: Alan Rough, Gordon Durie oraz John Collins.
W 1986 roku posadę trenerską objął Alex Miller i piastował ją przez dekadę. Mimo tej zmiany klub nadal nie błyszczał w rozgrywkach ligowych, gdzie plasował się w dolnej części tabeli. Najwyższą lokatą, którą Hibees zajęli pod wodzą Millera, było trzecie miejsce w sezonie 1994/95, kiedy to przegrali rywalizację o mistrzostwo Szkocji z Rangers F.C. oraz Motherwell F.C. Znacznie lepiej wiodło się Hibernianowi w rozgrywkach pucharowych. Dzięki zajęciu piątego miejsca w lidze w sezonie 1988/89 klub wystąpił, po dziesięcioletniej przerwie, w rozgrywkach Pucharu UEFA. W 1/32 Szkoci dwukrotnie pokonali Videoton FC, odpowiednio: 1:0 na Easter Road oraz 3:0 na wyjeździe. W kolejnej fazie klub z Edynburga toczył zaciętą rywalizację w R.F.C. de Liège. W pierwszym spotkaniu rozegranym w Belgii padł bezbramkowy remis. W rewanżu, po 90 minutach regulaminowego czasu gry, również utrzymywał się bezbramkowy remis. O awansie Belgów do dalszej fazy rozgrywek zadecydowała bramka strzelona w dogrywce.
W krajowych pucharach Hibernian spisywał się zdecydowanie lepiej niż w lidze, dwukrotnie dochodząc do finału Pucharu Ligi Szkockiej. 27 października 1991 klub zdobył swój drugi Puchar Ligi, pokonując 2:0 zespół Dunfermline Athletic F.C.. W dwa lata później, 24 października 1993, Hibernian ponownie awansował do finału tych rozgrywek. W decydującym meczu edynburski klub musiał uznać wyższość Rangersów, którzy wygrali to spotkanie 2:1. Puchar Ligi w 1991 był pierwszym trofeum zdobytym po 19-letniej przerwie.

### Klub na przełomie wieków
W 1996 trenerem Hibernianu został Szkot Jim Duffy. W debiutanckim sezonie pracy na Easter Road zajął z klubem 9. lokatę z dorobkiem 38 punktów. Zgodnie z przepisami ligowymi klub musiał rozegrać baraż o pozostanie w I lidze z drugą drużyną II ligi sezonu 1996/97 – Airdrieonians F.C. Pierwsze spotkanie zostało rozegrane na Edynburgu i zakończyło się wygraną gospodarzy 1:0. W rewanżu, 22 maja 1997 Hibees wygrali 4:2. Dzięki temu zwycięstwu piłkarze z Edynburga utrzymali się w lidze.
W sezonie 1997/98 klub spisywał się fatalnie w rozgrywkach ligowych. W 36 spotkaniach Hibernian zdobył 30 punktów, odnosząc 6 zwycięstw, 12 remisów i aż 18 porażek. Bilans ten spowodował, że klub uplasował się na ostatniej – 10. lokacie w lidze, co wiązało się z relegacją do II ligi. Był to drugi spadek do niższej ligi w historii klubu. Z pracą szkoleniowca drużyny pożegnał się natomiast Jim Duffy, który został zastąpiony przez Alexa McLeisha.
Sezon 1998/99 klub spędził w Scottish League Division One. Hibernian zakończył go zajmując pierwszą lokatę, dającą awans do zreformowanej I ligi – Scottish Premier League. W 36 spotkaniach klub odnotował 28 zwycięstw przy 3 porażkach, co pozwoliło mu na zgromadzenie 89 punktów. Przewaga nad drugim w tabeli – Falkirk F.C. – wyniosła 23 oczka, co dobitnie pokazało, że miejsce Hibs jest w pierwszej lidze.
W debiucie w Scottish Premier League – szkockim odpowiedniku Premier League – klub uplasował się na szóstym miejscu. Kolejny sezon 2000/01 należał do bardzo udanych. Hibees zajęli trzecią lokatę, ustępując jedynie potentatom z Glasgow – Celtic F.C. oraz Rangers F.C.. Klub odnotował również udany start w Pucharze Szkocji, dochodząc do finału tych rozgrywek, gdzie 26 maja 2001 uległ mistrzowi Szkocji – Celticowi 0:3.
Z sezonem 2001/02 kibice i działacze Hibs wiązali duże nadzieje na ligowy sukces. Jak się okazało, złudne, ponieważ klub uplasował się na trzecim miejscu od końca tabeli. Zespołowi nie wiodło się również w rozgrywkach pucharowych – klub odpadł z rozgrywek Pucharu Szkocji, w 1/8 przegrywając z Rangers F.C. 1:4. W Pucharze UEFA nie sprostał natomiast w pierwszej rundzie greckiemu AEK Ateny. Mimo wygranej 3:2 w Edynburgu, klub nie zdołał awansować, gdyż wcześniej przegrał na wyjeździe 0:2. Do tego doszły również roszady na stanowisku trenera. W trakcie sezonu zwolniony został Alex McLeish. Drużynę tymczasowo objął Donald Park, do czasu sprowadzenia byłego piłkarza Hibees – Francka Sauzée. Francuz, w związku ze słabą postawą drużyny, został zdymisjonowany przed zakończeniem sezonu 2001/02. Funkcję trenera ponownie objął Donald Park, który pełnił ją do zakończenia rozgrywek ligowych. W oknie transferowym Hibernian zatrudnił długoletniego szkoleniowca Kilmarnock F.C. – Bobby’ego Williamsona.
Prowadził on klub w sezonach: 2002/03 oraz 2003/04, nie odnosząc znaczących sukcesów ligowych. Jedynym jego osiągnięciem było dotarcie do finału Pucharu Ligi Szkockiej, w którym Hibernian uległ Livingston F.C. 0:2.

### Od 2004 do 2006

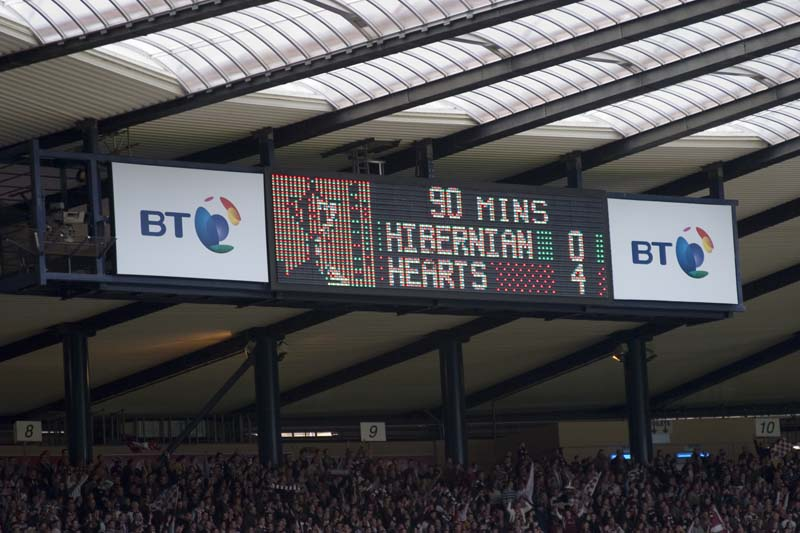
Telebim pokazujący wynik półfinału Pucharu Szkocji w sezonie 2005/06

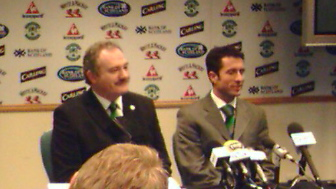
Konferencja prasowa na której ogłoszono, że nowym trenerem Hibs został John Collins

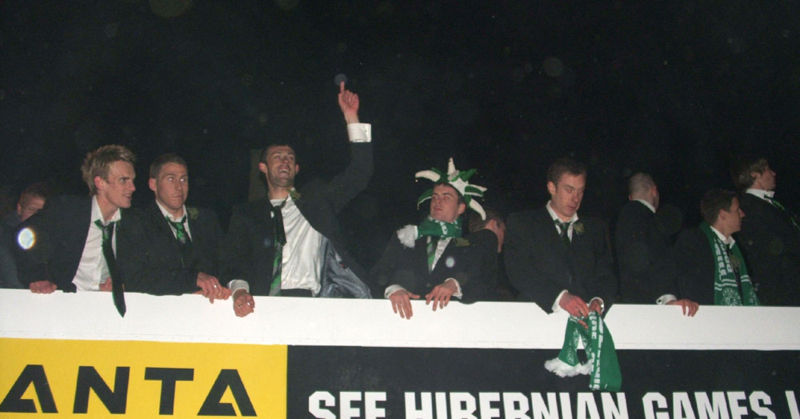
Radość piłkarzy po wywalczeniu Pucharu Ligi Szkockiej w 2007

24 maja 2004 stanowisko trenera Hibees objął Tony Mowbray, zastępując niepopularnego wśród kibiców Williamsona. Nominacja ta okazała się dużym zaskoczeniem, ponieważ media od dłuższego czasu spekulowały na temat innych kandydatów do objęcia funkcji trenera. Wśród wymienianych znaleźli się: John Gorman, David Hay oraz Tommy Burns Zmiany przyniosły efekty już w pierwszym sezonie pracy nowego szkoleniowca. W sezonie 2004/05 Hibernian wywalczył trzecią lokatę w lidze, zdobywając 61 punktów. Zapewniło to klubowi z Edynburga start w rozgrywkach Pucharu UEFA w następnym sezonie.
Początek sezonu 2005/06 w wykonaniu Hibees okazał się rewelacyjny. W 14 pierwszych meczach klub odnotował 10 zwycięstw. Wielu komentatorów upatrywało w Hibernianie pretendenta do tytułu mistrzowskiego, sam Mowbray stwierdził jednak, że Hibs będzie trudno walczyć o mistrzowską koronę z klubami mającymi o wiele większe budżety – Celtic F.C., Rangers F.C. oraz Heart of Midlothian F.C. Kontuzje oraz sprzedaż Garry’ego O’Connora do Łokomotiwu Moskwa spowodowały, że zespół stracił skuteczność z początku sezonu. Rozczarowująca druga połowa sezonu sprawiła, że klub ostatecznie zajął czwarte miejsce w lidze, plasując się z 56 punktami za: Celtic F.C., Hearts oraz Rangers F.C.. Wywalczenie czwartej pozycji pozwoliło jednak klubowi na zakwalifikowanie się do rozgrywek Pucharu Intertoto w następnym sezonie.
W 1. rundzie rozgrywek Pucharu UEFA Hibernian nie sprostał Dnipro Dniepropietrowsk, remisując bezbramkowo u siebie i przegrywając 1:5 na wyjeździe Bardzo obiecująco wyglądały natomiast występy Hibees w Pucharze Szkocji w piłce nożnej. W drodze do półfinału tych rozgrywek klub pokonał 6:0 Arbroath F.C., 3:0 Rangers F.C. oraz 5:1 Falkirk F.C. W półfinałowym meczu Hibernian zmierzył się z lokalnym rywalem – Heart of Midlothian F.C. Półfinałowy pojedynek derbowy, rozegrany 2 kwietnia 2006 na Hampden Park w obecności 43 180 widzów, zakończył się porażką Hibs 0:4. Bramki dla Hearts zdobyli: Paul Hartley (hat trick) oraz Edgaras Jankauskas

### Od 2006 do dziś
Sezon 2006/07 rozpoczął się dość nieoczekiwanie dla klubu – ze stanowiska szkoleniowca drużyny zrezygnował Tony Mowbray. Funkcję trenera objął były piłkarz Hibs – John Collins. W 38 spotkaniach klub odnotował 13 zwycięstw, 10 remisów oraz 15 porażek, co pozwoliło na zajęcie 6. miejsca w lidze. Zupełnie inaczej wiodło się Hibees w rozgrywkach Pucharu Ligi Szkockiej. Klub dotarł do finału tych zawodów, pokonując po drodze: 4:0 Peterhead F.C.
6:0 Gretna F.C.,
1:0 Hearts
oraz 3:1 St. Johnstone F.C..
W finale przeciwnikiem Hibernianu okazał się zespół Kilmarnock F.C. W decydującym meczu, rozegranym 18 marca 2007 na Hampden Park przy 52-tysięcznej widowni, Hibs wygrali 5:1, zdobywając tym samym swój trzeci Puchar Ligi Szkockiej. Bramki dla zwycięzców zdobyli: Abdessalam Benjelloun (dwie), Steven Fletcher (dwie) oraz Rob Jones.
Sezon 2007/08 zaczął się od zwycięstwa w Derbach Edynburga nad Hearts 1:0. Brian Kerr, który zadebiutował w tamtym meczu w barwach Hibs, ustalił wynik spotkania w drugiej minucie meczu na Tynecastle Stadium. Następnie Hibernian wygrał z Gretna F.C. 4:2, pomimo że przegrywał w tym meczu 0:2. Następne dwa mecze zremisował – 0:0 z Dundee United F.C. na wyjeździe i 3:3 z Aberdeen F.C. u siebie. W meczu przeciwko Inverness CT, wygranym 1:0, Yves Ma-Kalambay obronił rzut karny wykonywany przez Mariusa Niculae. Dotychczasową skuteczność piłkarze potwierdzili w meczu z Celtic F.C., wygranym 3:2 po dwóch błędach Artura Boruca. W Pucharze Ligi Szkockiej Hibs pokonał Kilmarnock F.C. 4:1 między innymi dzięki hat trickowi Claytona Donaldsona. Później wygrał z Rangers F.C. na Ibrox Park 1:0, przedłużając serię bez porażki do dziesięciu meczów. W Hibernian F.C. następnie doszło do załamania formy u piłkarzy, którzy przegrali z Motherwell F.C. i St. Mirren F.C. Po zwycięstwie nad Gretna F.C. 1:0, drużyna nie wygrała kolejnych jedenastu meczów w lidze, co spowodowało spadek poniżej Top Six, a pracę w klubie stracił John Collins pod koniec grudnia 2007.
Nowego menedżera powołano 10 stycznia 2008, został nim Fin Mixu Paatelainen. Klub wygrał 3:0 z Inverness w Pucharze Szkocji, a następnie przegrał derbowe spotkanie z Hearts 0:1 na Tynecastle Stadium. Hibs wygrali cztery mecze w lutym – z Gretna F.C. 4:2, z Aberdeen F.C. 3:1, z Inverness CT 2:0 i 2:0 z Falkirk F.C. Następnie przegrali 0:2 z Celtic F.C., by wygrać przeciwko Motherwell F.C. 1:0 i 2:0 przeciwko Kilmarnock F.C., wygrywając sześć z siedmiu rozegranych meczów w lidze pod wodzą nowego szkoleniowca. Później przegrali dwa mecze – z Rangers F.C. i Motherwell F.C., ale pokonali St. Mirren F.C. 2:0 w ostatnim meczu przed podzieleniem Scottish Premier League na dwie części – spadkową i mistrzowską. Hibernian F.C., zajmując szóste miejsce, zagwarantowali sobie miejsce w grupie mistrzowskiej i udział w rozgrywkach Pucharu Intertoto.
Szóste miejsce w sezonie 2008/2009, w tym odpadnięcie z krajowych pucharów, spowodowało, że wielu kibiców Hibernian F.C. chciało, by trener, Mixu został zwolniony. Jednak klub zdołał awansować do grupy mistrzowskiej na koniec sezonu. Mika-Matti Paatelainen zrezygnował z pracy po zakończeniu sezonu.
Wraz z początkiem sezonu, na stanowisko trenera drużyny mianowany został John Hughes, który, podobnie jak Mixu Paatelainen, był wcześniej piłkarzem Hibs.
Hughes kupił Antony’ego Stokesa oraz Liama Millera, którzy przyczynili się do zajęcia trzeciego miejsca w pierwszej połowie sezonu 2009/2010. Pojawiły się komentarze, że istnieje możliwość zajęcia drugiego miejsca w lidze na koniec sezonu i rozdzielenia między sobą Old Firm.

## Kibice i kultura
Hibernian F.C. jest jednym z dwóch zawodowych klubów piłkarskich pochodzących ze stolicy Szkocji i drugiego pod względem wielkości miasta w tej części składowej Wielkiej Brytanii.
Klub mógł poszczycić się piątą średnią frekwencji na stadionie w sezonie 2008/2009, która wyniosła 12 684 widzów.
W latach 80. oraz 90. XX wieku, uformowała się grupa chuligańska pod nazwą Capital City Service i działa do dziś.

### Muzyka
Hymn Hibernian F.C., Glory, Glory to the Hibees napisany i po raz pierwszy wykonany został przez szkocką komik, Hector Nicol. Wokalista zespołu Marillion, Fish jest fanem Hibs. Fish wspomniał o Easter Road Stadium w piosence Lucky z albumu Internal Exile.
Fanami Hibees są również członkowie zespołu The Proclaimers. Tytułowy utwór z albumu Sunshine on Leith stał się hymnem klubu i jest tradycyjnie rozgrywany przed meczami o wysoką stawkę. Został on również odegrany po triumfie w Pucharze Ligi Szkockiej w sezonie 2006/2007, wygranym przez Hibernian F.C. 5:1 przeciwko Kilmarnock F.C.
Jednym z fragmentów innego utworu The Proclaimers, Cap in Hand, również pochodzącego z albumu Sunshine on Leith, jest:

I can understand why Stranraer lie so lowly
They could save a lot of points by signing Hibs' goalie

Jednym z fragmentów utworu Joyful Kilmarnock Blues zespołu The Proclaimers, jest:

I'd never been to Ayrshire
I hitched down one Saturday
Sixty miles to Kilmarnock
Just to see Hibernian play

## Kolory oraz herb
Główne kolory Hibernian F.C. to zielony i biały, które po raz pierwszy zostały użyte w 1875 roku, gdy utworzono klub. Koszulka ma zazwyczaj zielony środek, białe rękawy oraz biały kołnierzyk. Spodenki są przeważnie białe, zielone natomiast są używane w ostatnich kilku sezonach. Skarpety są zielone, z dodatkami w kolorze białym. Piłkarze Hibernian F.C. używali żółtych, fioletowych, czarnych, białych i ciemnozielonych jako strojów alternatywnych. Stroje alternatywne po raz pierwszy zostały użyte w 1977 roku po tym, gdy telewizja odmówiła transmisji meczów „Hibees”, ponieważ piłkarze używali strojów domowych w tych samych kolorach, co reklamy sponsora.
W pierwszych latach istnienia klubu, piłkarze nosili białe i zielone, prążkowane koszulki. Było to inspiracją dla stylu przyjętego później przez Celtic F.C.. Piłkarze Hibernian F.C. nosili wszystkie zielone koszulki od 1879 roku, natomiast białe mankiety zostały dodane w 1938 roku.
W 2004 roku, zmieniono kolor skarpet i spodenek na zielony, dla uczczenia czterdziestej rocznicy wygranego 2:0 meczu z Realem Madryt.
Herb klubu zmieniał się co kilka lat. Jednym z głównych czynników jest tożsamość klubu i jego identyfikacja z Irlandią, albo obawa o oskarżenie o sekciarstwo. Irlandzka harfa została po raz pierwszy usunięta w latach 50. XX wieku, następnie ponownie wprowadzona do herbu w 2000 roku. Dyrektor Scottish Football Museum, Ged O’Brien w 2001 powiedział, iż obecny projekt herbu jest zgodny ze wszystkimi aspektami klubowej tradycji.

## Sukcesy
- Mistrzostwo Szkocji (4): 1902/1903, 1947/1948, 1950/1951, 1951/1952
- Puchar Szkocji (3): 1886/1887, 1901/1902, 2015/2016
- Finał Pucharu Szkocji (12): 1895/1896, 1913/1914, 1922/1923, 1923/1924, 1946/1947, 1957/1958, 1971/1972, 1978/1979, 2000/2001, 2011/12, 2012/13, 2020/21
- Puchar Ligi Szkockiej (3): 1972/1973, 1991/1992, 2006/2007
- Finał Pucharu Ligi Szkockiej (8): 1950/1951, 1968/1969, 1974/1975, 1985/1986, 1993/1994, 2003/2004, 2015/2016, 2021/2022
- „Championship of the World” (1): 1887
- półfinał Pucharu Europy: 1955/1956
- półfinał Pucharu Miast Targowych: 1960/1961

### Finały pucharów z udziałem klubu
| Finały Pucharu Szkocji | Finały Pucharu Szkocji   | Finały Pucharu Szkocji |
| Data                   | Przeciwnik               | Wynik                  |
| ---------------------- | ------------------------ | ---------------------- |
| 12 lutego 1887         | Dumbarton F.C.           | 2:1                    |
| 14 marca 1896          | Heart of Midlothian F.C. | 1:3                    |
| 26 kwietnia 1902       | Celtic F.C.              | 1:0                    |
| 11 kwietnia 1914       | Celtic F.C.              | 0:0                    |
| 16 kwietnia 1914       | Celtic F.C.              | 1:4                    |
| 31 marca 1923          | Celtic F.C.              | 0:1                    |
| 19 kwietnia 1924       | Airdrieonians F.C.       | 0:2                    |
| 19 kwietnia 1947       | Aberdeen F.C.            | 1:2                    |
| 26 kwietnia 1958       | Clyde F.C.               | 0:1                    |
| 6 maja 1972            | Celtic F.C.              | 1:6                    |
| 12 maja 1979           | Rangers F.C.             | 0:0                    |
| 16 maja 1979           | Rangers F.C.             | 0:0                    |
| 28 maja 1979           | Rangers F.C.             | 2:3                    |
| 26 maja 2001           | Celtic F.C.              | 0:3                    |
| 19 maja 2012           | Heart of Midlothian F.C. | 1:5                    |
| 26 maja 2013           | Celtic F.C.              | 0:3                    |
| 21 maja 2016           | Rangers F.C.             | 3:2                    |
| 22 maja 2021           | St. Johnstone            | 0:1                    |

| Finały Pucharu Ligi Szkockiej | Finały Pucharu Ligi Szkockiej | Finały Pucharu Ligi Szkockiej |
| Data                          | Przeciwnik                    | Wynik                         |
| ----------------------------- | ----------------------------- | ----------------------------- |
| 28 października 1950          | Motherwell F.C.               | 0:3                           |
| 5 kwietnia 1969               | Celtic F.C.                   | 2:6                           |
| 9 grudnia 1972                | Celtic F.C.                   | 2:1                           |
| 26 października 1974          | Celtic F.C.                   | 3:6                           |
| 27 października 1985          | Aberdeen F.C.                 | 0:3                           |
| 27 października 1991          | Dunfermline Athletic F.C.     | 2:0                           |
| 24 października 1993          | Rangers F.C.                  | 1:2                           |
| 14 marca 2004                 | Livingston F.C.               | 0:2                           |
| 18 marca 2007                 | Kilmarnock F.C.               | 5:1                           |
| 13 marca 2016                 | Ross County F.C.              | 1:2                           |
| 19 grudnia 2021               | Celtic F.C.                   | 1:2                           |

## Derby Edynburga

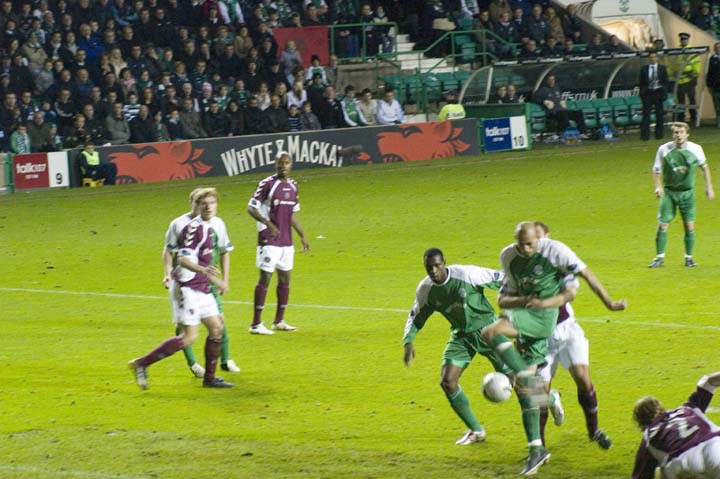
Jeden z meczów derbowych

Za najsłynniejsze derby Szkocji uznaje się Old Firm, czyli potyczki między klubami: Celtic F.C. i Rangers, jednak dużo starsze od nich są WeeTeam, czyli rywalizacja między Hibernian F.C. i Heart of Midlothian F.C.
Pierwszy raz obie drużyny napotkały na siebie tuż po ich utworzeniu (drużyny powstały w 1875 i 1874 roku), dnia 24 grudnia 1875 roku. Mimo że gospodarzem meczu był Hibernian F.C., zwycięzcą meczu okazał się klub Heart of Midlothian F.C., wygrywając to spotkanie 1:0. Mecz rozegrany w Wigilię Bożego Narodzenia zapoczątkował długą tradycję pojedynków derbowych.
Derby Edynburga swym charakterem i kontekstami znacząco przypomina rywalizację Old Firm.
Podłoże obu wydarzeń ma charakter religijny. Hibernian F.C., podobnie jak Celtic F.C., to klub utożsamiany z katolicką częścią szkockiego społeczeństwa, natomiast Hearts uważani są za klub typowo protestancki.
Klub znajdujący się we wschodniej części Edynburga – The Hibees zdecydowanie gorzej wypada na tle swojego przeciwnika pod względem sportowym. Hearts zdobywali czterokrotnie mistrzostwo Szkocji, czterokrotnie Puchar Ligi oraz sześciokrotnie Puchar Szkocji. Hibernian, pomimo iż zdobył tyle samo mistrzostw Szkocji co „Serca”, ma skromniejszy dorobek pucharowy – trzy Puchary Ligi oraz dwa Puchary Szkocji.
Podteksty te sprawiły, że każdy klub traktuje je prestiżowo.

### Statystyki
stan na 5 marca 2010
| Wszystkie mecze |                   |        |                      |
| Mecze           | Zwycięstwa Hearts | Remisy | Zwycięstwa Hibernian |
| 613             | 271               | 138    | 198                  |

### Rekordy
- Najwyższe zwycięstwo Hibees: 7:0[149]
- Najwyższa przegrana Hibees: 2:10[150]
- Najwyższa frekwencja na derbach: 65 860 (Easter Road Stadium, 2 stycznia 1950)[151]

## Easter Road Stadium

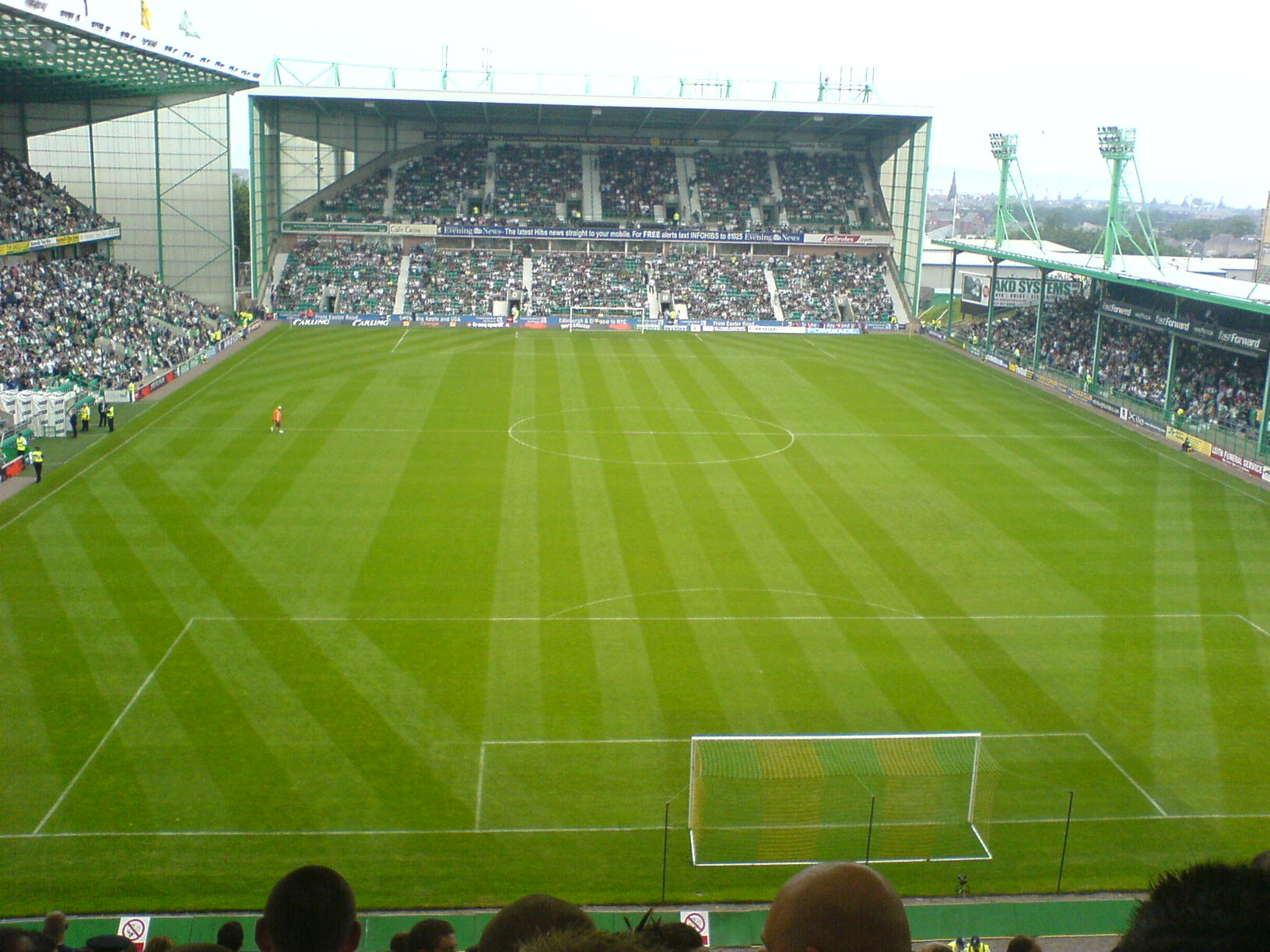
Easter Road Stadium

Piłkarze Hibernian F.C. przez pierwsze dwa lata istnienia klubu grali na The Meadows, potem przenieśli się na Newington (Mayfield Park) i Bonnington Road w Leith (Powderhall) w latach 1877–1879. Po wygaśnięciu okresu dzierżawy Mayfield Park, Hibernian F.C. przenieśli się do Hibernian Park, obecnie pod nazwą Bothwell Street. Klub stracił na tej podstawie umowy najmu, które przyczyniły się do upadku starego klubu Hibernians.
Po tych wydarzeniach nowym stadionem, na którym rozgrywają mecze do dziś piłkarze Hibernian F.C., został Easter Road Stadium popularnie zwanym przez kibiców The Leith San Siro. Inauguracja stadionu odbyła się 1892. Najlepszy okres w historii klubu przypadł na lata 40. i 50., kiedy to Hibees święcili swoje największe triumfy. W trakcie sezonu 1949/50 został ustanowiony rekord frekwencji obiektu. 2 stycznia 1950 derby Edynburga przeciwko Hearts obejrzało 65 860 osób. W owym okresie dokonano również przebudowy obiektu. Skutkiem tego była większa pojemność stadionu, na którym mogło być jednocześnie ponad 60 000 widzów. Natomiast po wydaniu Raportu Taylora, nakazano, by wszystkie miejsca na stadionach były siedzące, skutkiem tego była przebudowa i zmniejszenie pojemności obiektu, która wynosi obecnie około 14 000 miejsc.
Oprócz meczów klubowych, na obiekcie od 1998 organizowano również spotkania międzynarodowe. Mecz Korea Południowa – Ghana 6 czerwca 2006 był ostatnim dotąd spotkaniem międzynarodowym rozegranym na Easter Road Stadium.
W 2007 władze klubu rozpoczęły konsultacje z kibicami w sprawie przebudowy wschodniej trybuny. Po opublikowaniu sprawozdania finansowego za rok 2008, Rod Petrie zawiesił procedurę przebudowy aż do czasu uzyskania wystarczających środków finansowych na ten cel.
Podczas walnego zgromadzenia władz w 2009, Petrie ogłosił inicjację negocjacji z przedsiębiorstwem budowlanym w celu ustalenia kosztów przebudowy. Po zakończeniu negocjacji w lutym 2010, rozpoczęły się prace mające na celu powiększenie objętości stadionu do 20 250 miejsc siedzących.

## Trenerzy
Lista menedżerów Klubu
| Lp. | Lata urzędowania | Trener             | Lp. | Lata urzędowania | Imię i nazwisko    |
| --- | ---------------- | ------------------ | --- | ---------------- | ------------------ |
| 1.  | 1903 – 1919      | Dan McMichael      | 19. | 1997 – 1998      | Jim Duffy          |
| 2.  | 1919–1920        | David Gordon       | 20. | 1998 – 2001      | Alex McLeish       |
| 3.  | 1920 – 1925      | Alex Maley         | 21. | 2001 – 2002      | Franck Sauzée      |
| 4.  | 1925 – 1936      | Bobby Templeton    | 22. | 2002 – 2004      | Bobby Williamson   |
| 5.  | 1936 – 1948      | William McCartney  | 23. | 2004 – 2006      | Tony Mowbray       |
| 6.  | 1948 – 1962      | Hugh Shaw          | 24. | 2006–2007        | John Collins       |
| 7.  | 1962 – 1964      | Walter Galbraith   | 25. | 2008 – 2009      | Mixu Paatelainen   |
| 8.  | 1964 – 1965      | Jock Stein         | 26. | 2009 – 2010      | John Hughes        |
| 9.  | 1965 – 1969      | Bob Shankly        | 27. | 2010 – 2011      | Colin Calderwood   |
| 10. | 1969 – 1970      | William MacFarlane | 28. | 2011 – 2013      | Pat Fenlon         |
| 11. | 1970 – 1971      | Dave Ewing         | 29. | 2013 – 2014      | Terry Butcher      |
| 12. | 1971 – 1980      | Eddie Turnbull     | 30. | 2014 – 2016      | Alan Stubbs        |
| 13. | 1980             | Willie Ormond      | 31. | 2016 – 2019      | Neil Lennon        |
| 14. | 1980 – 1982      | Bertie Auld        | 32. | 2019             | Paul Heckingbottom |
| 15. | 1982 – 1984      | Pat Stanton        | 33. | 2019 – 2021      | Jack Ross          |
| 16. | 1984 – 1986      | John Blackley      | 34. | 2021 – obecnie   | Shaun Maloney      |
| 17. | 1986 – 1996      | Alex Miller        |     |                  |                    |
| 18. | 1996             | Jocky Scott        |     |                  |                    |

## Obecny skład
Stan na 21 września 2023
| Nr | Poz. | Piłkarz                  |
| -- | ---- | ------------------------ |
| 1  | BR   | David Marshall           |
| 2  | OB   | Lewis Miller             |
| 4  | OB   | Paul Hanlon (kapitan)    |
| 5  | OB   | Will Fish                |
| 6  | PO   | Dylan Levitt             |
| 7  | NA   | Élie Youan               |
| 8  | PO   | Jake Doyle-Hayes         |
| 9  | NA   | Dylan Vente              |
| 10 | NA   | Martin Boyle             |
| 11 | PO   | Joe Newell (wicekapitan) |
| 12 | OB   | Chris Cadden             |
| 13 | BR   | Jojo Wollacott           |
| 14 | PO   | Jimmy Jeggo              |
| 16 | OB   | Lewis Stevenson          |
| 19 | NA   | Adam Le Fondre           |

| Nr | Poz. | Piłkarz           |
| -- | ---- | ----------------- |
| 21 | OB   | Jordan Obita      |
| 22 | NA   | Harry McKirdy     |
| 23 | NA   | Christian Doidge  |
| 25 | BR   | Max Boruc         |
| 26 | OB   | Riley Harbottle   |
| 28 | OB   | Allan Delferrière |
| 29 | PO   | Jair Tavares      |
| 31 | BR   | Murray Johnson    |
| 32 | PO   | Josh Campbell     |
| 33 | OB   | Rocky Bushiri     |
| 35 | PO   | Rudi Molotnikov   |
| 40 | PO   | Reuben McAllister |
| 49 | OB   | Rory Whittaker    |
| 53 | NA   | Josh Landers      |

### Piłkarze na wypożyczeniu
| Nr | Poz. | Piłkarz                                                   |
| -- | ---- | --------------------------------------------------------- |
|    | OB   | Jack Brydon (wypożyczony do Civil Service Strollers F.C.) |
|    | PO   | Innes Murray (wypożyczony do Edynburg City F.C.)          |

| Nr | Poz. | Piłkarz                                                      |
| -- | ---- | ------------------------------------------------------------ |
|    | NA   | Jayden Fairley (wypożyczony do Civil Service Strollers F.C.) |

## Sztab szkoleniowy
Sztab szkoleniowy i medyczny w sezonie 2021/2022
| Funkcja                           | Imię i nazwisko |
| --------------------------------- | --------------- |
| Trener                            | Shaun Maloney   |
| Asystent                          | David Gray      |
| Asystent                          | Gary Caldwell   |
| Trener bramkarzy                  | Craig Samson    |
| Trener przygotowania fizycznego   | Valerio Zuddas  |
| Szef wsparcia technicznego        | Brian Doogan    |
| Menedżer ds. operacji piłkarskich | Finlay Stark    |

| Funkcja                                      | Imię i nazwisko   |
| -------------------------------------------- | ----------------- |
| Szef Działu Analiz Wyników i Rekrutacji      | Calvin Charlton   |
| Analityk ds. wydajności zespołu i rekrutacji | Euan Fotheringham |
| Szef działu medycyny sportowej               | Nathan Ring       |
| Naukowiec sportowy                           | Colin Clancy      |
| Lekarz Klubu                                 | Dr Duncan Reid    |
| Lekarz Klubu                                 | Dr Stephen Miller |
| Dietetyk                                     | Paola Rodriguez   |
| Główny Fizjoterapeuta                        | Alix Ronaldson    |
| Kitman                                       | Peter Logan       |

## Statystyki

### Rekordy klubowe
- Najwyższa frekwencja: 30 700, sezon 1951/52, 15 kolejka[166]
- Najwyższe zwycięstwo w historii: 22:1 przeciwko Black Watch Highlanders F.C., 3 września 1881[167]
- Najwyższa wygrana w lidze: 11:1 przeciwko Airdrieonians F.C., 24 października 1959; 11:1 przeciwko Hamilton Academical F.C., 6 listopada 1965[167]
- Najwyższa porażka w lidze: 0:10 przeciwko Rangers F.C., 24 grudnia 1898[167]
- Najwięcej występów: Arthur Duncan, 446[167]
- Najwięcej goli w lidze strzelonych przez piłkarza klubu: Gordon Smith, 364[167]
- Najwięcej goli w sezonie: Joe Baker, 42 w sezonie 1959/60[167]
- Najwyższa kwota transferu do innego klubu: Scott Brown do Celticu, 4 400 000 £, 2007 (Najwyższa kwota transferu pomiędzy szkockimi klubami)[168]
- Najwyższa kwota transferu do klubu: Ulises de la Cruz z Deportivo Quito, 750 000 £, 2000[169]

### Europejskie puchary
Dotychczas Hibees wystąpili w 18 sezonach europejskich pucharów, grając 9-krotnie w Pucharze UEFA, 7-krotnie w Pucharze Miast Targowych oraz jednokrotnie: w rozgrywkach Pucharu Zdobywców Pucharów oraz Pucharu Europy.
Do największych osiągnięć klubu w europejskich pucharach zalicza się dotarcie do półfinału rozgrywek Pucharu Europy w sezonie 1955/56. W debiutanckim sezonie Pucharu Europy, Hibernian był jedynym klubem z Wielkiej Brytanii. W sześciu meczach Hibernian odnotował 3 zwycięstwa, jeden mecz zremisował oraz dwa spotkania przegrał.
Spektakularnym sukcesem było również dotarcie Hibees do półfinału Pucharu Miast Targowych, poprzednika Pucharu UEFA w sezonie 1960/61. Klub w trakcie rywalizacji pucharowej wyeliminował hiszpańskiego hegemona – FC Barcelona – remisując na Camp Nou 4:4 i wygrywając u siebie 3:2. W półfinale potrzeba było trzech meczów, aby wyłonić zwycięzcę rywalizacji Hibernianu z włoskim AS Roma. Ostatecznie to właśnie Włosi awansowali dalej gromiąc Hibees w dodatkowym meczu 6:0.
| Mecze Hibernianu w europejskich pucharach |            |        |         |
| Mecze                                     | Zwycięstwa | Remisy | Porażki |
| 78                                        | 37         | 16     | 25      |